# Ngoyo
Pour les articles homonymes, voir Ngoyo (arrondissement de Pointe-Noire) et Germain Ngoyo Moussavou.
XVe siècle – 1885
Entités suivantes :
- Royaume de Portugal

Le Ngoyo est un ancien royaume de la tribu Woyo, situé au  Cabinda  et au Kongo-Central.

## Géographie
Le royaume s'étend de la rive nord de l'embouchure du fleuve Congo à la côte atlantique de l'Afrique centrale, au sud du royaume Kakongo.

## Histoire
Il fut fondé par un peuple bantou autour du XVe siècle. Selon la tradition, les fondateurs du royaume étaient parmi les premiers colons de la région. La capitale était Mbanza Ngoyo.
En 1885, le Ngoyo a signé le traité de Simulambuco avec le Portugal et en est devenu un protectorat.

## Homonymie
Ngoyo est aussi le 6e arrondissement de Pointe Noire.